# Gert Fröbe
Pour l’article homonyme, voir Fröbe.
Karl Gerhard Fröbe, dit Gert Fröbe (ou Gert Froebe), est un acteur allemand à la carrière européenne, né le 25 février 1913 à Zwickau et mort le 5 septembre 1988 à Munich.
Souvent distribué dans des rôles d'« Allemand de service » dans des productions européennes aux genres variés, il connaît la notoriété internationale et accède à la postérité en 1964 avec celui d'Auric Goldfinger, ennemi de James Bond dans Goldfinger, face à Sean Connery.

## Biographie

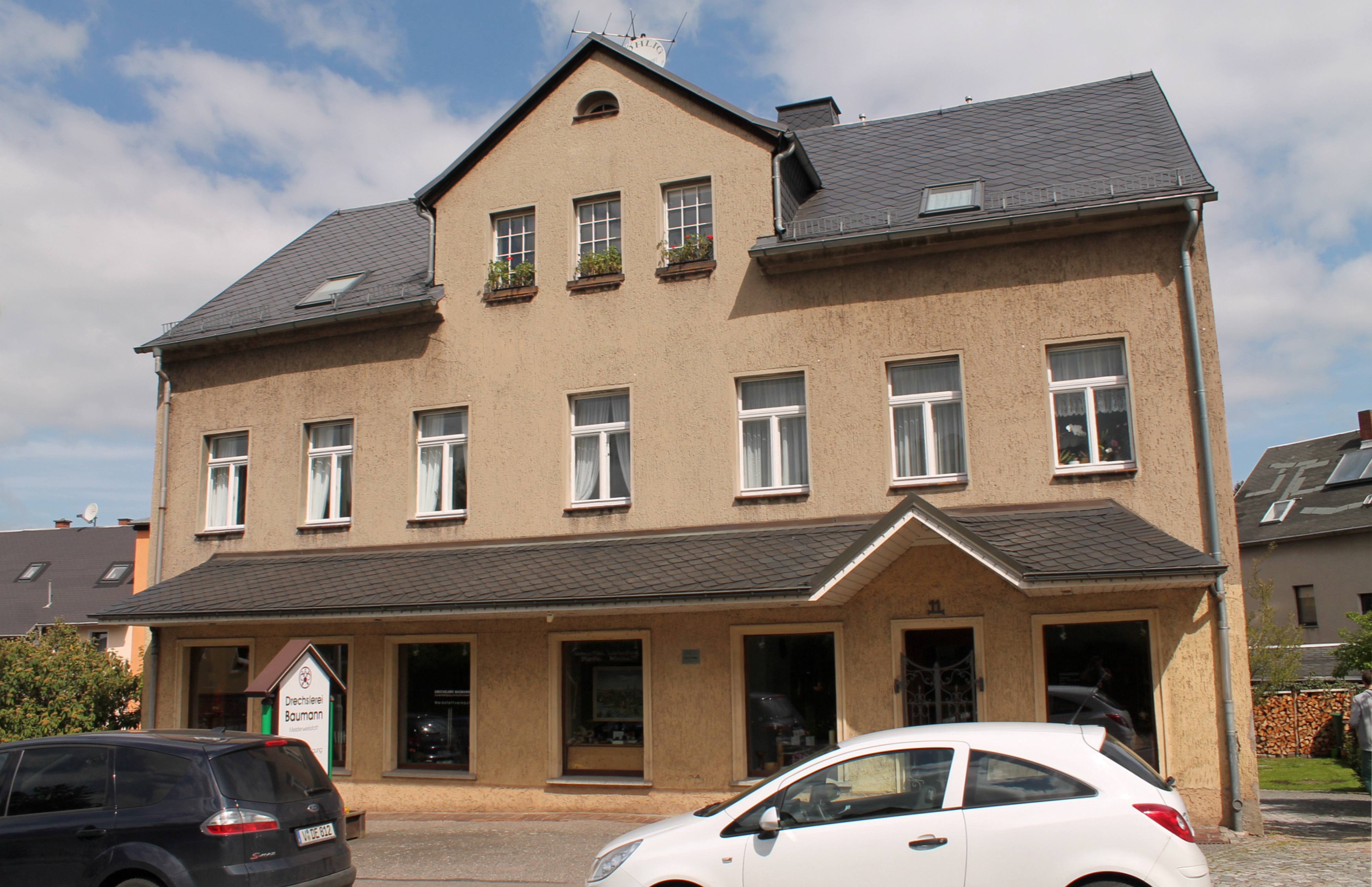
Boutique et maison de la famille de Gert Fröbe dans l'Oberplanitz de Zwickau

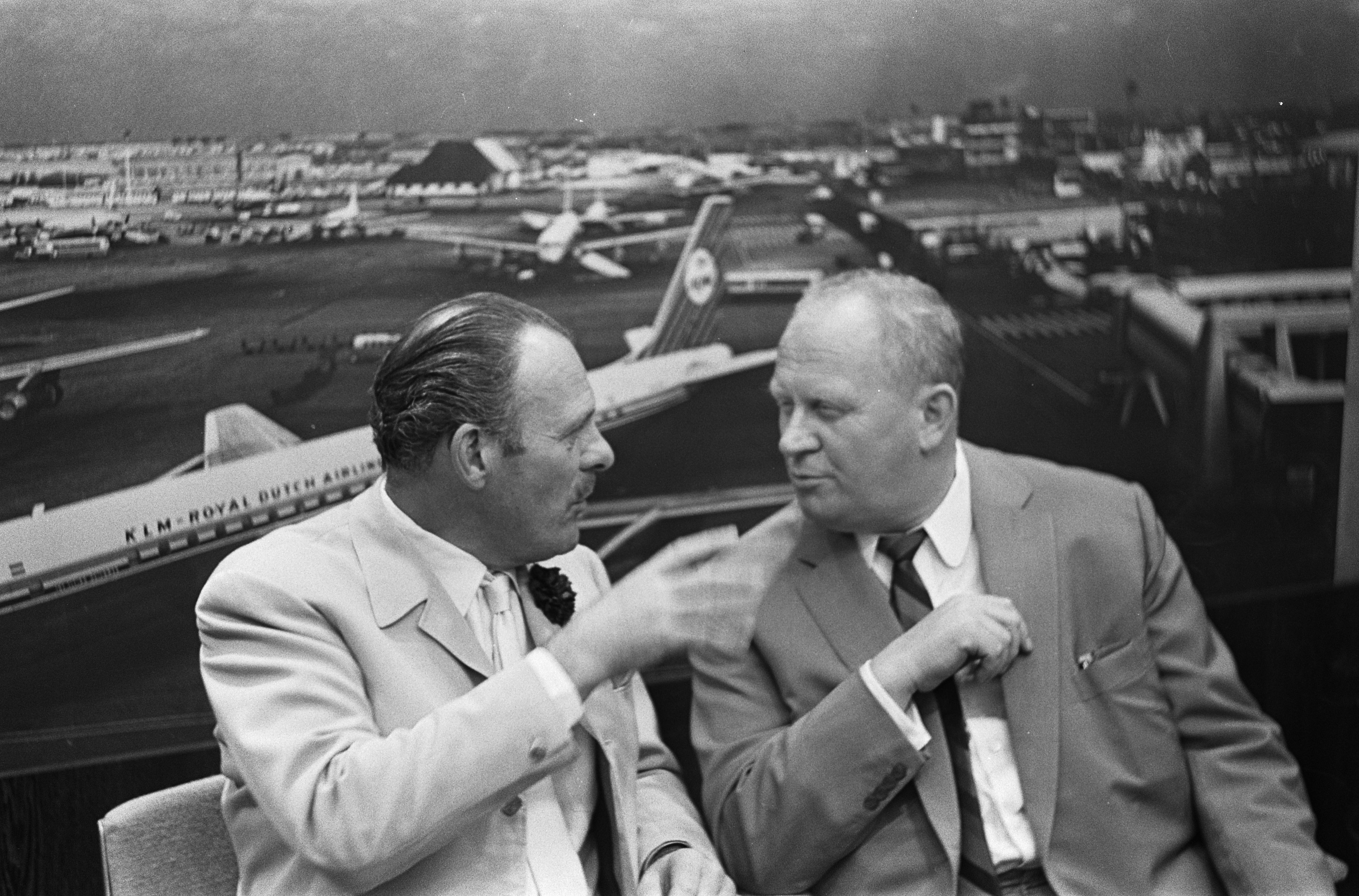
Terry-Thomas et Gert Fröbe à Schiphol, 15 juillet 1965.

Né à Planitz dans la région de Zwickau, dans ce qui était alors le Royaume de Saxe (aujourd'hui un land Allemand), Karl Gerhard Fröbe est le fils de Karl-Otto Fröbe (1886-1947), marchand de cuir et cordonnier, et de Helena Alma (1884-1972), couturière et femme au foyer,. Il a une sœur prénommée Hanni. Le père travaille au rez-de-chaussée et la famille vit à l'étage du bâtiment,.
Enfant, il joue avec un petit théâtre de marionnettes qu'on lui a offert et divertit avec sa famille et les enfants du quartier. En 1919, il va au collège et prend des leçons de piano et de violon. Alors que son père commence à boire et que son entreprise fait faillite, il soutient sa famille en intégrant un trio comme violoniste. Le groupe se produit localement, dans des hôtels, des cafés, des clubs, lors de mariages, etc.,,. Du fait de sa chevelure aux reflets roux, on le surnomme Där rode Geicher von Zwigge (Le violoniste rouge de Zwickau).
Il adhère en 1934, à 21 ans, au NSDAP (Parti national-socialiste des travailleurs allemands). Il le quitte en 1937.
En 1933, il intègre un cirque, ou il fait le mime, le clown, et le jongleur, puis il trouve un emploi à l'Académie des Beaux-Arts de Dresde comme machiniste et décorateur.
En 1935, il débute sur les planches du théâtre de la ville (le Semperoper) en devenant l'élève d'Erich Ponto qui révèle son talent pour la comédie,,. Sa carrière d'acteur débute dans un contexte difficile, l'Allemagne étant alors en pleine récession.

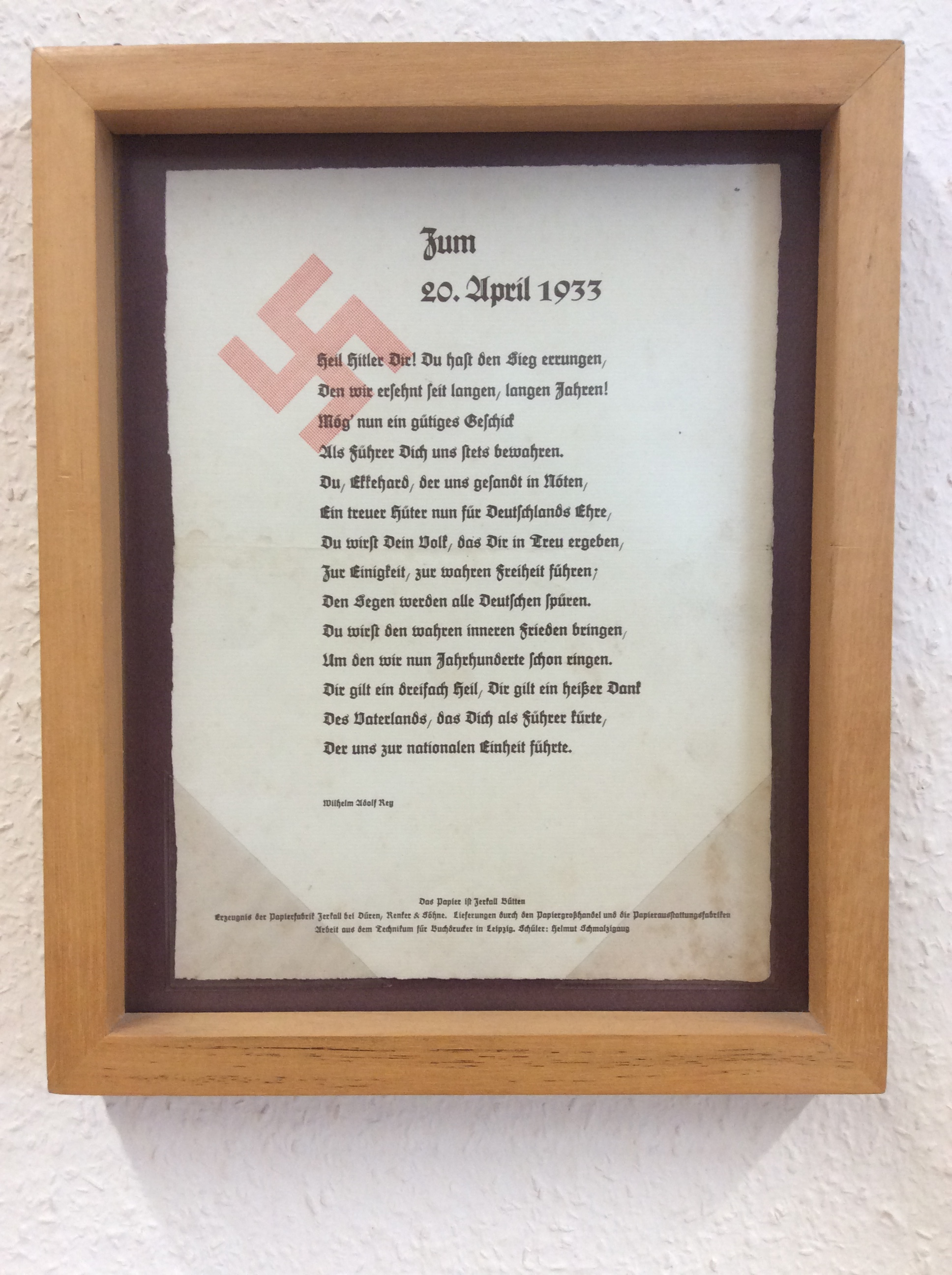
Propagande du NSDAP

En 1937, Fröbe est engagé à Berlin pour la première fois en tant qu'acteur, pour jouer dans l'opéra-bouffe du théâtre de la ville de Wuppertal. La même année il joue dans plusieurs théâtres de Francfort, puis en 1940 au Burgtheater de Vienne, ville dans laquelle il devient l'ami de Curd Jürgens.
De 1943 jusqu'à l'automne 1944, tous les théâtres allemands ferment dans le cadre de la guerre totale. Fröbe est alors mobilisé comme infirmier dans la Wehrmacht, jusqu'à la fin de la guerre,,.
Après la guerre, il s'engage dans le cabaret Der Bunte Würfel à Munich. Après un engagement au Deutsches Volkstheater de Vienne sous la direction de Walter Bruno Iltz (de), il se fait connaître en 1948 dans le rôle d'« Otto Normalverbrauchers » dans le film Ballade berlinoise. Un critique cinématographique écrit alors : « L'Allemagne a un nouveau Danny Kaye. » Au cours de sa carrière cinématographique et plus tard dans des productions internationales, « il est souvent choisi pour interpréter des personnages typiquement teutons en raison de son physique très germanique », par exemple le porteur d'uniforme oscillant entre jovialité et brutalité.

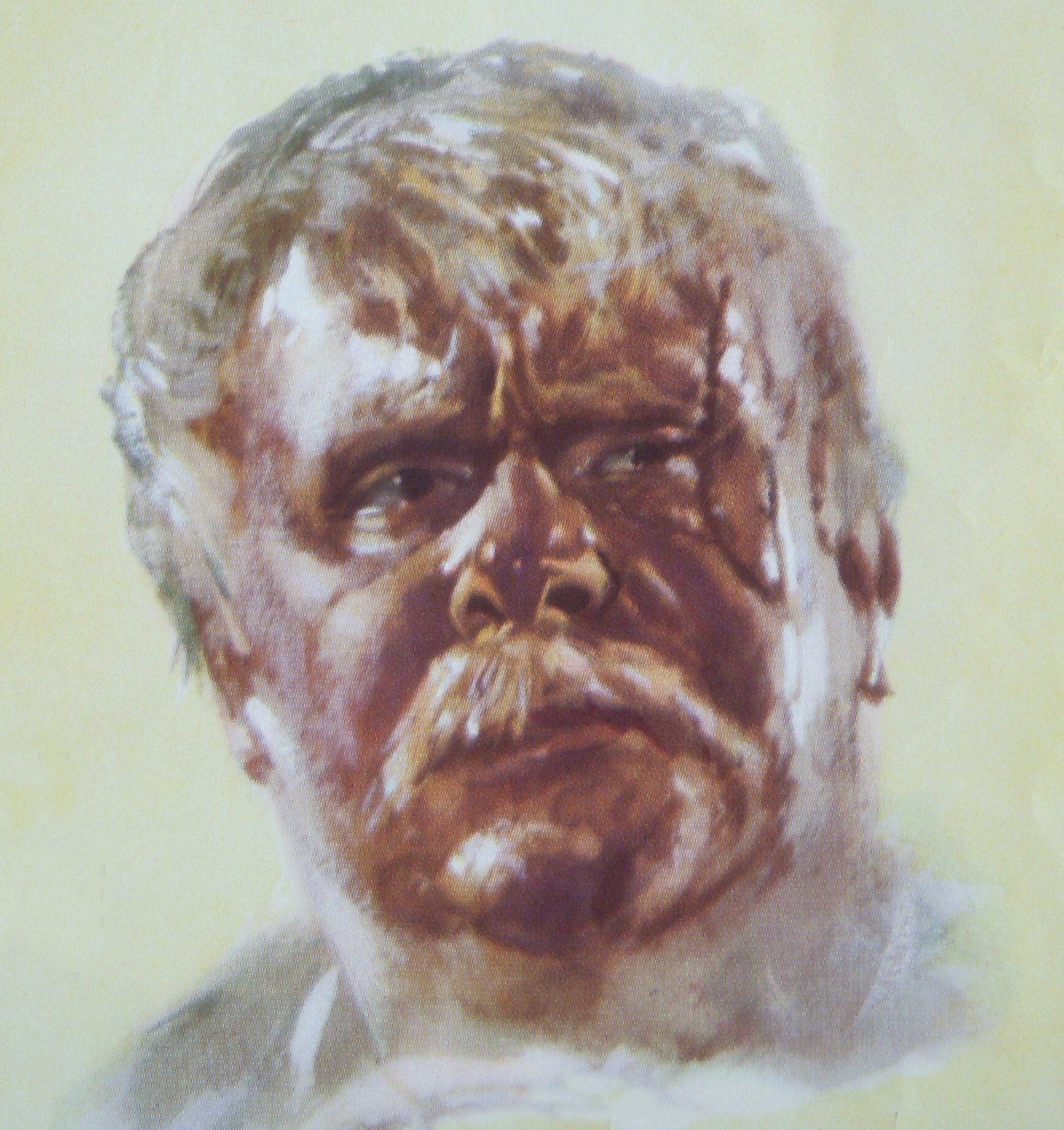
Gert Fröbe, représenté sur l'affiche allemande du film Les Géants de la forêt (1959).

Il rencontre Fritz Lang en 1960 qui lui fait jouer le rôle de l'inspecteur dans Le Diabolique Docteur Mabuse. Il participe également au tournage du film Le Jour le plus long en 1962.
Son rôle le plus connu est celui du « méchant » Auric Goldfinger dans Goldfinger, le troisième film de la saga James Bond, sorti en 1964. Ce rôle lui offre une renommée internationale (mais il lui est impossible de le voir avec sa famille au cinéma de Zwickau car la ville est située en R.D.A). En Israël, le film est boycotté dans plusieurs salles de cinéma car « le pays interdisait alors tout film auquel participaient d'anciens nazis »,. Le boycott dure quelques mois, le temps que l'on découvre que Fröbe a en fait sauvé deux Juifs à Vienne,,, ainsi qu'il l'a narré : « J'étais très ami avec un homme qui avait épousé une juive. Le couple avait un enfant. Un beau [sic] jour d'été, la Gestapo est venue et a emmené le père. Sa femme, qui s'appelait Stella Blumnau, vint me trouver en larmes. Que pouvais-je faire ? Je lui donnais la clé de mon appartement pour qu'elle s'y cache. Cela aurait pu me coûter la vie,. » Et pourtant, en 1965, il confie au reporter David Lewin qui l'interroge pour le Daily Mail : « Naturellement, j'étais un Nazi... je croyais qu'Hitler pouvait amener la solution. »,.

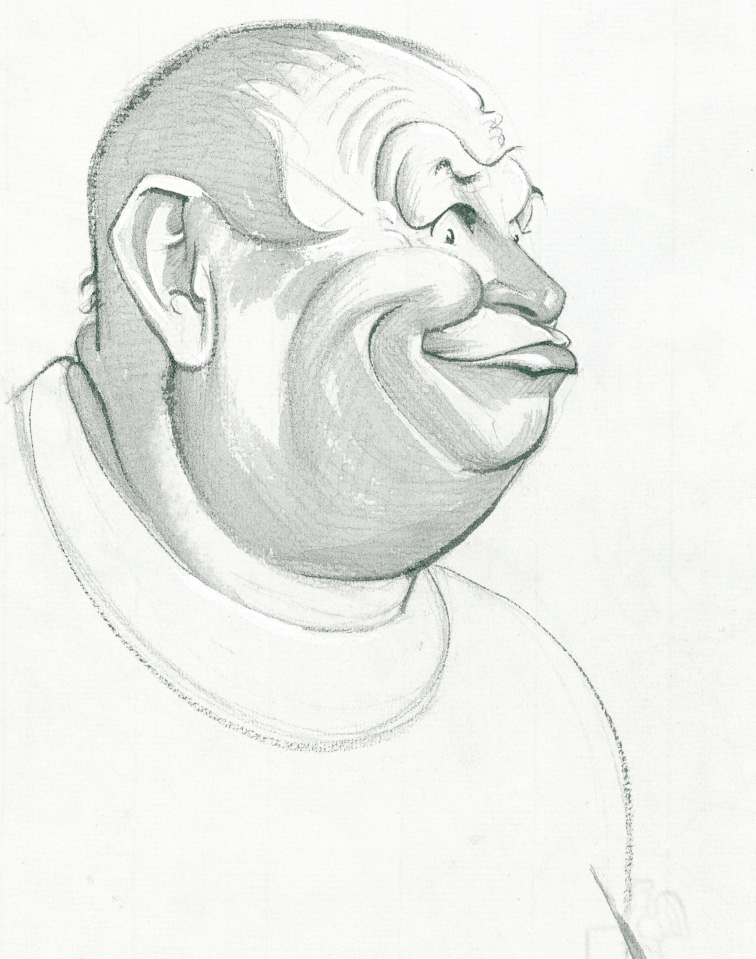
Dessin animé avec la figure de Gert Fröbe, 1976.

En 1966, il incarne un personnage historique, le général Dietrich von Choltitz, dans Paris brûle-t-il ?. L'un de ses derniers films sera Le Coup du parapluie de Gérard Oury en 1980, où il parodie son personnage de Goldfinger.
Après avoir tourné près de cent films, Fröbe consacre les dernières années de sa vie au théâtre et à la télévision à partir d'un programme qui lui est dédié pour son anniversaire par la Zweites Deutsches Fernsehen (ZDF), en 1973,,.

### Vie privée
Gert Fröbe s'est marié à cinq reprises :
- 1937 : Clara Peters - divorce en 1953
- 1953 : Hannelore Görtz - divorce en 1959
- 1959 : Tatjana Iwanow - divorce en 1962
- 1962 : Beate Bach - jusqu'à la mort de Beate Bach en 1968
- 21 août 1970 : Karin Pistorius - jusqu'à la mort de Gert Fröbe en 1988[18].

Fröbe est le père d'un fils, Urs (ou Ulz, 1940-2014) issu de son premier mariage ; il adopte le fils de sa troisième épouse et futur acteur Andreas Seyferth (de) en 1969, et la fille de sa dernière compagne Beate Fröbe en 1978,.
Après une opération pour un cancer suivie d'une remontée sur les planches à Ambach près de Munich, Fröbe meurt dans une clinique à Munich en septembre 1988 d'une crise cardiaque à l'âge de 75 ans. Il est enterré dans le cimetière de Waldfriedhof, Bad Tölz-Wolfratshausener en Bavière.

## Distinctions
En 1959, il reçoit le prix de la critique cinématographique allemande.
En 1961, il obtient le prix de la meilleure interprétation masculine au Festival International de Cinéma de San Sebastian pour le film Der Gauner und der liene Gott et le prix Ernst Lubitsch. Il est fait Grand Croix du Mérite de la République fédérale d'Allemagne.
En 1973, pour son soixantième anniversaire, il reçoit la médaille du Mérite artistique.
En 1976, lui est décerné l'Ordre du Mérite de Bavière.
Dans les années 1980, il est nommé citoyen d'honneur de la ville de Cognac où se déroulait chaque année entre 1982 et 2007, un festival international du film policier.
En 1983, il reçoit la Caméra d'or.
En 2013, pour le centenaire de sa naissance, une plaque à son nom est installée sur sa maison natale, à l'Oberplanitz de Zwickau par son neveu et acteur Eckhart Baumann qui y demeure,.

## Filmographie

### Cinéma
- 1948 : Ballade berlinoise (Berliner Ballade) de Robert Adolf Stemmle : Otto Normalverbraucher
- 1949 : Nach Regen scheint Sonne
- 1950 : Die Kreuzlschreiber
- 1951 : Le Traître (Decision before Dawn) : Un caporal allemand
- 1952 : Der Tag vor der Hochzeit : Rundfunkreporter
- 1953 : Salto Mortale : Jan
- 1953 : Man on a Tightrope : Police Agent
- 1953 : Die Vertagte Hochzeitsnacht : Gondoliere
- 1953 : L'amour n'est pas un jeu (Ein Herz spielt falsch) de Rudolf Jugert : Briefüberbringer
- 1953 : Arlette conquiert Paris (Arlette erobert Paris) : Manager Edmond Duval
- 1953 : Hochzeit auf Reisen : Herr Mengwasser
- 1954 : Morgengrauen : Bit part
- 1954 : Die Kleine Stadt will schlafen gehen
- 1954 : Das Kreuz am Jägersteig : Kobbe
- 1954 : Esclaves pour Rio (de) (Mannequins für Rio) de Kurt Neumann : Lobos
- 1954 : Double Destin (Das Zweite Leben) : Mittelmeier
- 1954 : Le Beau Danube bleu (Ewiger Walzer) : Gawrinoff
- 1955 : Les héros sont fatigués : Hermann
- 1955 : Dossier secret (Mr. Arkadin) : Policeman
- 1955 : Vom Himmel gefallen : Olaf
- 1955 : Der Dunkle Stern : Deltorri
- 1955 : Ich weiß, wofür ich lebe : Pfeifer, Inspektor Jugendfürsorge
- 1955 : Das Forsthaus in Tirol
- 1955 : Dunja
- 1956 : Une fille des Flandres (Ein Mädchen aus Flandern) : Rittmeister Kupfer
- 1956 : Ein Herz schlägt für Erika : Heubacher
- 1956 : Waldwinter : Gerstenberg
- 1957 : Charmants Garçons : Edmond
- 1957 : Typhon sur Nagasaki : Ritter
- 1957 : Un petit coin de paradis (Robinson soll nicht sterben) : Mr. Gillis
- 1957 : Les Fredaines du capitaine (de) : Gustav-Eberhard Mühlberg
- 1957 : Celui qui doit mourir : Patriarcheos
- 1957 : Das Herz von St. Pauli : Jabowski
- 1958 : Grabenplatz 17 : Titu Goritsch
- 1958 : Échec au porteur : Hans
- 1958 : Zone-Est interdite (Le monde a tremblé) (Nasser Asphalt) de Frank Wisbar : Jupp
- 1958 : Ça s'est passé en plein jour (Es geschah am hellichten Tag) : Schrott
- 1958 : La Fille Rosemarie (Das Mädchen Rosemarie) : Bruster
- 1958 : Der Pauker : Freddy Blei
- 1958 : La Fille aux yeux de chat (Das Mädchen mit den Katzenaugen) : Tessmann - Katjas Vater
- 1959 : Nick Knattertons Abenteuer (de) : Hugo
- 1959 : Les Bateliers de la Volga (I Battellieri del Volga) : Professeur
- 1959 : Douze Heures d'horloge : Blanche
- 1959 : Jons und Erdme : Smailus, ehem. russischer Matrose
- 1959 : Les Géants de la forêt (Und ewig singen die Wälder) : Dag sen.
- 1959 : Grand Hôtel (Menschen im Hotel) : Preysing
- 1959 : Les Mutins du Yorik (Das Totenschiff), de Georg Tressler
- 1959 : Le Gang descend sur la ville (de) (Am Tag, als der Regen kam) : Dr Albert Maurer
- 1959 : Le Trésor des SS (Der Schatz vom Toplitzsee) : Johannes Grohmann (alias Dr Brand)
- 1959 : Alt Heidelberg : Dr. Jüttner
- 1960 : Der Gauner und der liebe Gott : Paul Wittkowski
- 1960 : La Grande vie (Das Kunstseidene Mädchen) : Docteur Kölling
- 1960 : Le Bois des amants
- 1960 : Les chacals meurent à l'aube (Soldatensender Calais) : Der Chef
- 1960 : Le Diabolique Docteur Mabuse (Die Tausend Augen des Dr. Mabuse) : Kriminalkommissar Kras
- 1960 : Bis daß das Geld euch scheidet : Jupp Grapsch
- 1961 : L'Archer vert (en) : Abel Bellamy
- 1961 : Via Mala : Jonas Lauretz
- 1961 : Le Retour du docteur Mabuse (Im Stahlnetz des Dr. Mabuse) : Kommissar Lohmann
- 1961 : Auf Wiedersehen : Angelo Pirrone
- 1962 : La Femme rousse (Die Rote) : Kramer
- 1962 : Échec à la brigade criminelle (Das Testament des Dr. Mabuse) : Kriminalkommissar Lohmann
- 1962 : Le Jour le plus long (The Longest Day) : Sgt. Kaffekanne
- 1963 : L'Opéra de quat'sous (Die Dreigroschenoper) de Wolfgang Staudte : J.J. Peachum
- 1963 : Le Meurtrier : Melchior Kimmel
- 1963 : Heute kündigt mir mein Mann : Alfred Paulsen
- 1963 : Peau de banane : Lachard
- 1964 : Cent mille dollars au soleil : Castagliano dit 'La betterave'
- 1964 : Tonio Kröger (Tonio Kröger) : Policier Peterson
- 1964 : Échappement libre : Fehrman
- 1964 : Goldfinger : Auric Goldfinger
- 1965 : Ces merveilleux fous volants dans leurs drôles de machines (Those Magnificent Men in Their Flying Machines or How I Flew from London to Paris in 25 hours 11 minutes) : Colonel Manfred von Holstein
- 1965 : Cyclone à la Jamaïque (A High Wind in Jamaica) : Captain Vandervort of the Brunhilde
- 1965 : Belles d'un soir (Das Liebeskarussell) : Emil Claasen
- 1966 : Du rififi à Paname : Walter
- 1966 : Escrocs d'honneur (Ganovenehre) : Paul
- 1966 : Paris brûle-t-il ? : Général Dietrich von Choltitz
- 1966 : La Fantastique Histoire vraie d'Eddie Chapman (Triple Cross) : Col. Steinhager
- 1967 : J'ai tué Raspoutine : Raspoutine
- 1967 : Le Grand Départ vers la Lune (Rocket to the Moon) : Professor von Bulow
- 1968 : Caroline chérie : Dr. Belhomme
- 1968 : Chitty Chitty Bang Bang : Baron Bomburst
- 1969 : Gonflés à bloc (Monte Carlo or Bust) : Schickel
- 1971 : Dollars ($) : Mr. Kessel
- 1972 : Ludwig ou le Crépuscule des dieux (Ludwig) : Father Hoffmann
- 1974 : Der Räuber Hotzenplotz : Hotzenplotz
- 1974 : Dix petits nègres (And Then There Were None) : Wilhelm Blore
- 1974 : Nuits rouges : Le commissaire Sorbier
- 1975 : Docteur Justice : Orwall / Le Régent
- 1975 : Mein Onkel Theodor
- 1976 : Les Magiciens : Vestar
- 1977 : Das Gesetz des Clans (de) : Philip Brown
- 1977 : L'Œuf du serpent (The Serpent's Egg) : Inspector Bauer
- 1977 : Tod oder Freiheit : Graf von Buttlar
- 1978 : Der Schimmelreiter (de) : Tede Volkerts (Deichgraf)
- 1978 : Der Tiefstapler (de) de Karl-Heinz Bieber (de) : Felix von Korn
- 1979 : Liés par le sang (Bloodline) : L'inspecteur de police Max Hornung
- 1980 : Le Coup du parapluie : Otto Krampe dit "La Baleine"
- 1983 : La Vengeance du faucon (Banovic Strahinja) : Jug Bogdan

### Télévision
- 1974 : Histoires insolites (épisode : Parcelle brillante) : Joseph
- 1975 : L'Homme sans visage (série) : le commissaire Sorbier
- 1979 : Noch 'ne Oper
- 1981 : Ein sturer Bock
- 1982 : Der Garten
- 1983 : Der Raub der Sabinerinnen : Emanuel Striese
- 1985 : Alte Sünden rosten nicht
- 1986 : The Little Vampire (série) : Detective Geiermeier

## Voix françaises
| - Georges Aminel dans : - Échappement libre - Cent mille dollars au soleil - Le Grand Départ vers la Lune - Dix Petits Nègres - Liés par le sang - Yves Brainville dans : - Peau de banane - La Fantastique Histoire vraie d'Eddie Chapman - Ludwig ou le Crépuscule des dieux - André Valmy dans : - Le Diabolique Docteur Mabuse - Échec à la brigade criminelle | - Claude Bertrand dans : - Ces merveilleux fous volants dans leurs drôles de machines - Paris brûle-t-il ? - Duncan Elliott dans : - Goldfinger - Chitty Chitty Bang Bang Et aussi - Richard Francœur dans Dossier secret - Serge Nadaud dans Douze Heures d'horloge - Jean Clarieux dans Les Bateliers de la Volga - Roger Carel dans Du rififi à Paname |